# Вест-Мілвокі (Вісконсин)
Вест-Мілвокі (англ. West Milwaukee) — селище (англ. village) в США, в окрузі Мілвокі штату Вісконсин. Населення — 4114 особи (2020).

## Географія
Вест-Мілвокі розташований за координатами 43°0′45″ пн. ш. 87°58′16″ зх. д. / 43.01250° пн. ш. 87.97111° зх. д. (43.012378, -87.971028).  За даними Бюро перепису населення США в 2010 році селище мало площу 2,90 км², уся площа — суходіл.

## Демографія
Згідно з переписом 2010 року, у селищі мешкало 4206 осіб у 1979 домогосподарствах у складі 856 родин. Густота населення становила 1450 осіб/км².  Було 2145 помешкань (740/км²).
Расовий склад населення:
| - 69,4 % — білих - 10,2 % — чорних або афроамериканців - 3,2 % — азійців - 0,8 % — корінних американців - 12,1 % — осіб інших рас |

До двох чи більше рас належало 4,3 %. Частка іспаномовних становила 25,4 % від усіх жителів.
За віковим діапазоном населення розподілялося таким чином: 22,3 % — особи молодші 18 років, 68,1 % — особи у віці 18—64 років, 9,6 % — особи у віці 65 років та старші. Медіана віку мешканця становила 34,7 року. На 100 осіб жіночої статі у селищі припадало 108,4 чоловіків;  на 100 жінок у віці від 18 років та старших — 108,4 чоловіків також старших 18 років.
Середній дохід на одне домашнє господарство  становив 44 689 доларів США (медіана — 33 330), а середній дохід на одну сім'ю — 57 466 доларів (медіана — 47 667). Медіана доходів становила 36 820 доларів для чоловіків та 33 411 долар для жінок. За межею бідності перебувало 24,2 % осіб, у тому числі 25,6 % дітей у віці до 18 років та 14,7 % осіб у віці 65 років та старших.
Цивільне працевлаштоване населення становило 2117 осіб. Основні галузі зайнятості: виробництво — 23,9 %, освіта, охорона здоров'я та соціальна допомога — 17,2 %, мистецтво, розваги та відпочинок — 13,9 %.